# Jean Besnard
Pour les articles homonymes, voir Besnard.
Jules Jean Germain Besnard, né à Paris le 11 juin 1889 et mort le 18 novembre 1958 à la maison de retraite de Nogent-sur-Marne, est un maître-potier français. 

## Biographie
Fils d'Albert Besnard, membre du Comité de la Société des artistes décorateurs, il expose au Salon des Tuileries dès 1925 et au Salon d'automne  à partir de 1926. 
Ses œuvres sont conservées, entre autres, au Musée du Luxembourg, au Musée des beaux-arts de Lyon et au Musée des arts décoratifs.
Ses cendres sont au Columbarium du Père-Lachaise.

## Galerie

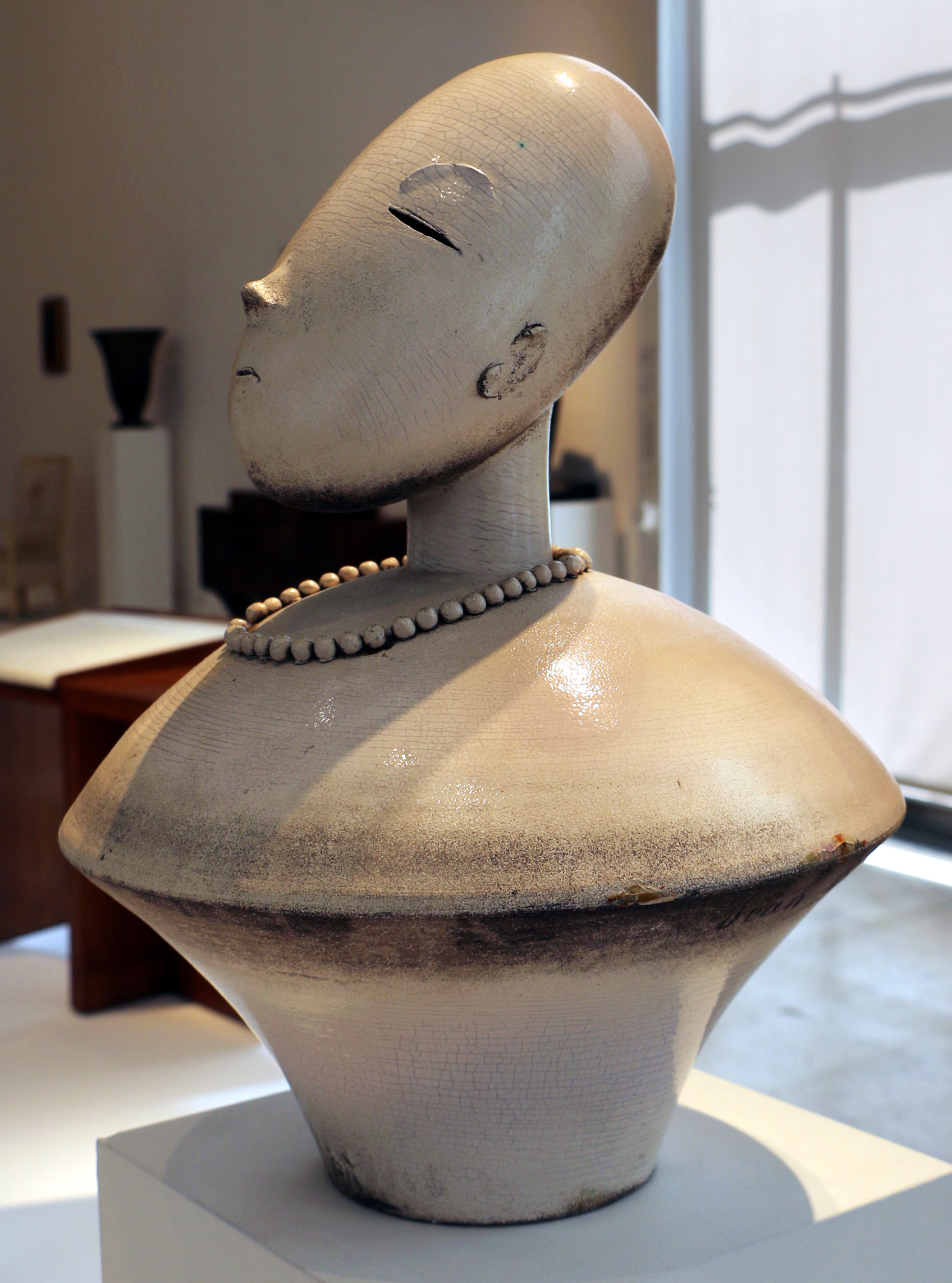
Sintesi umana, céramique, 1930
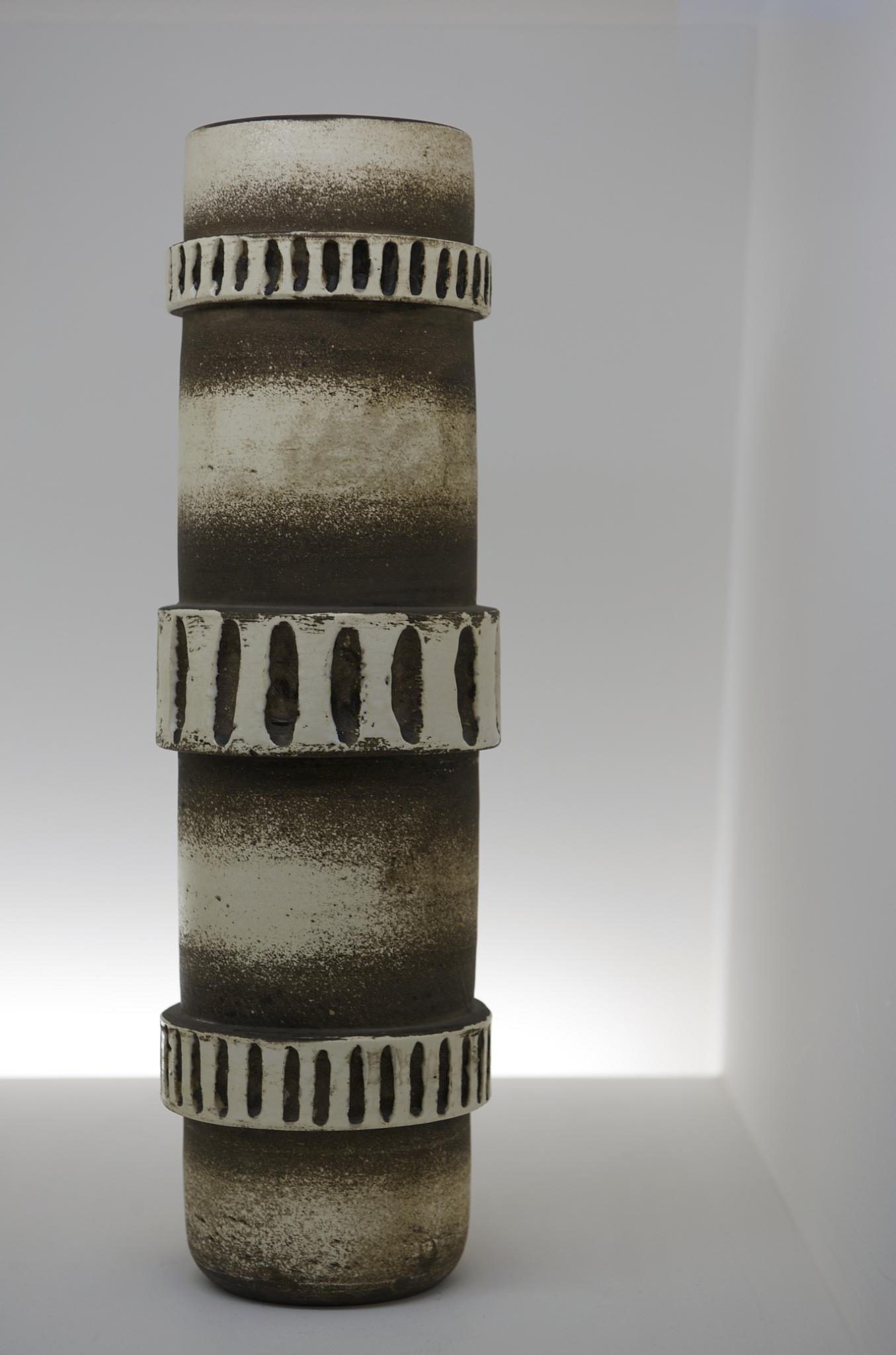
Vase africain, Musée des arts décoratifs
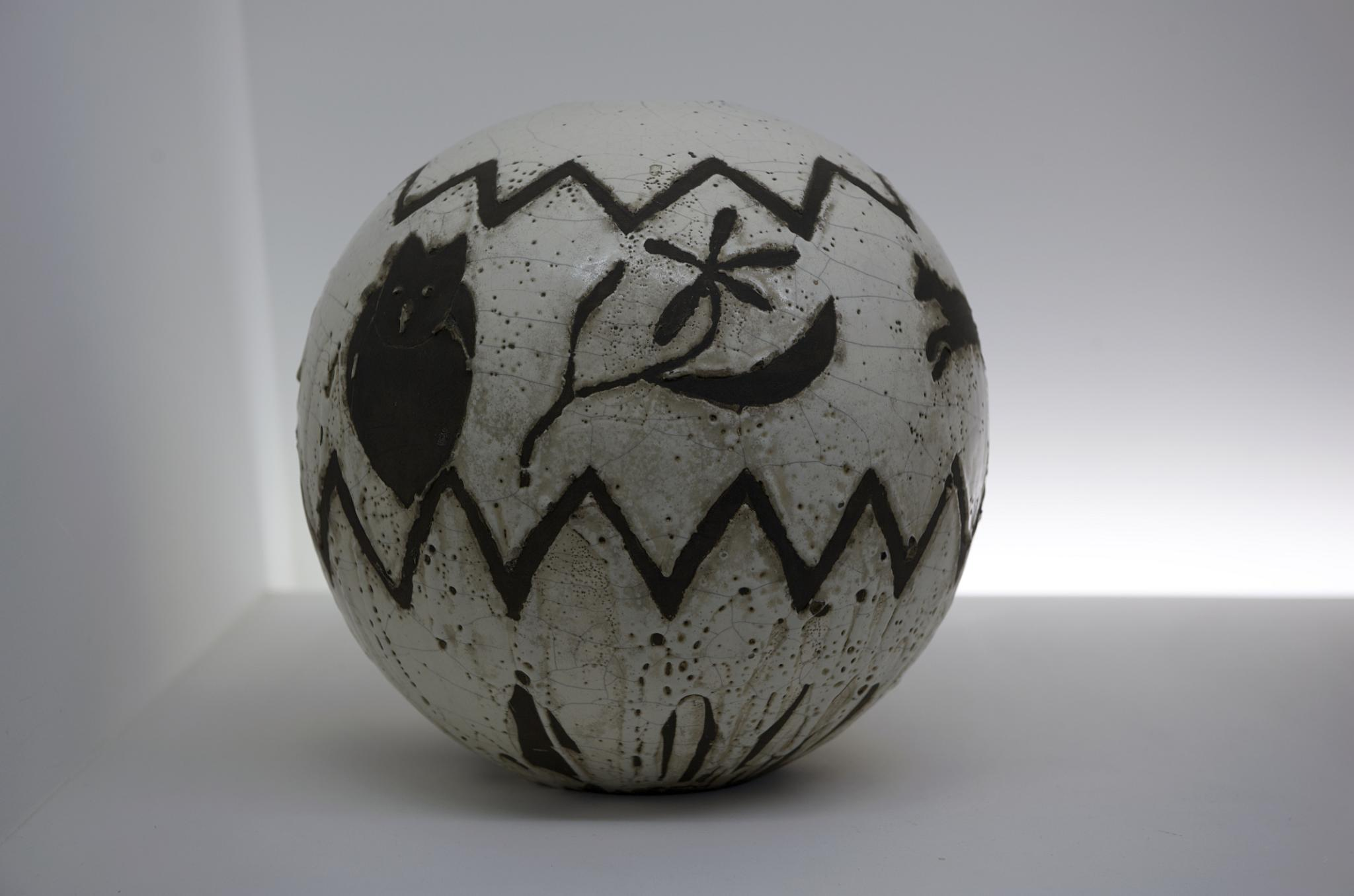
Vase aux animaux, Musée des arts décoratifs, vers 1937
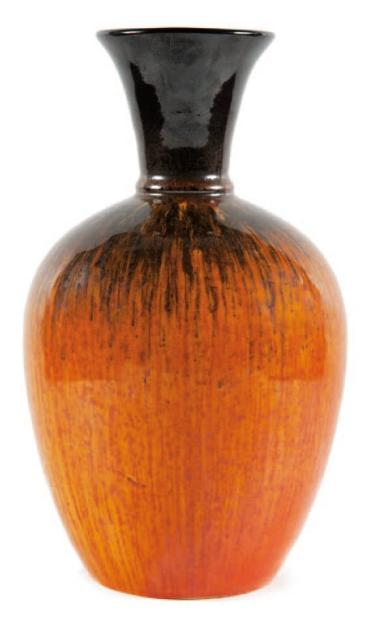
Vase ovoïde
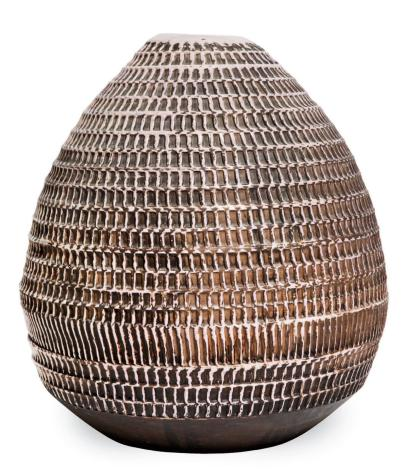
Vase piriforme
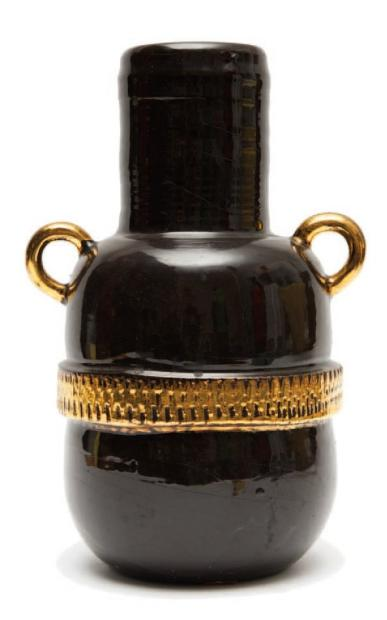
Vase à décor de frise
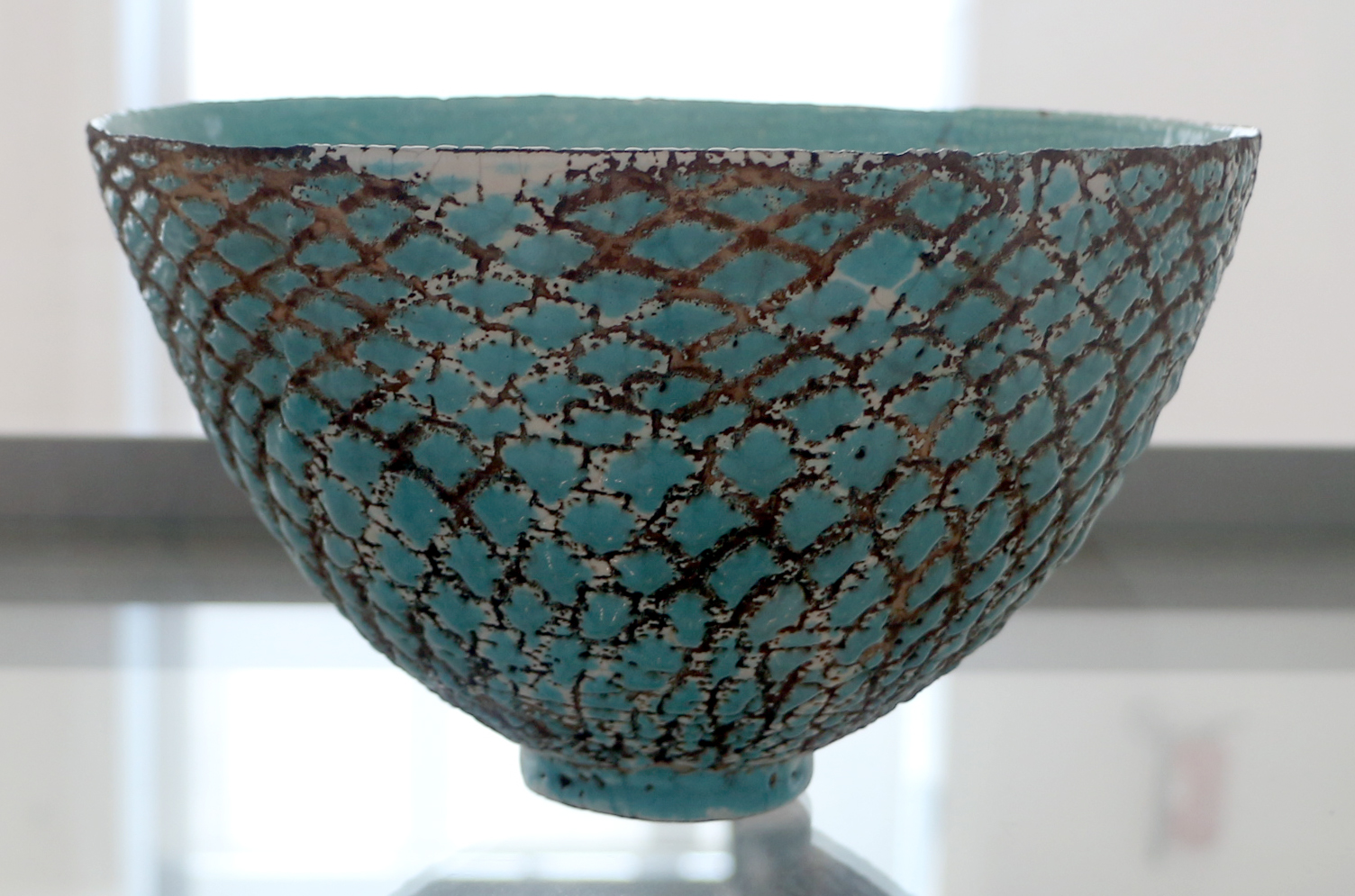
Coupe en émaux, 1930-1939